# 王中 (成化进士)
王中（1443年—？），字時中，浙江台州府寧海縣人，軍籍，明朝政治人物。

## 生平
浙江鄉試第七十九名舉人。成化二十三年（1487年）中式丁未科會試第二百三十三名，二甲第五十九名進士。弘治五年（1492年）十二月实授南京河南道監察御史，十二年正月升山东按察司佥事，十七年十二月考察降调，正德初病故。

## 家族
曾祖王公蒙；祖父王文奎，義民；父王宗曜，母任氏；繼母戴氏。慈侍下。